# وليد عبود
وليد عبود، محاور سياسي لبناني، يقدم البرنامج التلفزيوني السياسي «بموضوعية» على قناة إم تي في اللبنانية.